# Cocina maragata
La gastronomía de la Maragatería es el conjunto de costumbres culinarias de la comarca de la Maragatería (provincia de León) que corresponde a parte de Astorga. Se trata de una de las partes de la gastronomía de la provincia de León. Uno de los platos más conocidos en la cocina española procedentes de la comarca es el cocido maragato. Así como en el terreno de repostería se tienen los mantecados de Astorga, y las mantecadas. Los chocolates de Astorga. En el terreno de los embutidos los chorizos cumplen uno de los más importantes elementos procedentes de la matanza del cerdo.